# IOS 9
iOS 9是美國蘋果公司旗下行動作業系統iOS的第九個主要版本，取代前代作業系統iOS 8。iOS 9於2015年6月的WWDC大會中首次公布，並於同年9月16日正式推出。繼任者為2016年9月13日推出的iOS 10。與之前不同的是，iOS 9可以運行於所有搭載前代作業系統（即iOS 8）的裝置上。
iOS 9對內建應用程式做出諸多改進。備忘錄應用程式獲得全面升級，新增支援手繪草圖、超連結、內嵌地圖及清單標示等功能；全新的News應用程式，整合各大數位媒體報導；地圖則新增了大眾運輸資料。語音助理Siri與Spotlight進階搜尋整合，以提供更準確的搜尋結果；在部分回答中，Siri還會以小工具形式呈現資訊，如天氣、運動賽事、即時新聞等。iOS 9為iPad新增了多工處理功能，可分割畫面，同時運行兩個應用程式；全新的Night Shift顯示模式，能自動依據時間調整色溫、減少藍光，維持用戶生理時鐘正常；另外，iOS 9還為iPhone 6s及iPhone 6s Plus引進了3D Touch感應技術，可根據用戶按壓螢幕的力道大小，決定應處理的動作。在iOS 9中，蘋果以專為數位顯示器設計的San Francisco及苹方體取代Helvetica Neue及華文黑體成為預設英文及中文字體。
在iOS 9正式版推出後一周內，整體安裝率即達到50%，是歷年來最快的一次。

## 歷史

### 公開與發佈
iOS 9於2015年6月8日的WWDC大會中首次公開，測試版本隨後即向開發者釋出，公開測試版則於7月釋出第一版。iOS 9是第一個經歷完全公開測試的iOS版本，根據蘋果網路服務及軟體部門高級主管艾迪·柯爾表示，公開測試版緣起於蘋果地圖因內部測試不足，於推出初期遭遇的失敗。
2015年9月16日，iOS 9正式推出。

### 主要更新

#### 9.0.1
iOS 9.0.1於2015年9月23日發布。此更新修復了鬧鐘與計時器失效、暫停影片播放可能導致影格變形及設定輔助程式故障等問題。

#### 9.0.2
iOS 9.0.2於2015年9月30日發布。此更新修復了在接收通知時螢幕錯誤旋轉、部分使用者無法啟用iMessage及iCloud備份中斷等問題，並提升了Podcast應用程式的穩定性。

#### 9.1
iOS 9.1於2015年10月21日發布。此更新新增超過150種表情符號，並與Unicode 7.0和8.0表情符號相容；改進了CarPlay、音樂、照片、Safari和Spotlight搜尋的穩定性；提升多工處理介面效能，並修正部分使用者無法啟動Game Center、部分應用程式內容不正常縮放、未讀郵件數量不正確、電信業者啟用錯誤、應用程式無法更新、部分郵件無法顯示在搜尋結果中等問題。

#### 9.2
iOS 9.2於2015年12月8日發布。此更新改進了Apple Music服務，新增支援Lightning-SD卡轉換器、iBooks應用程式的3D Touch相關功能，提升Safari及Podcast應用程式的穩定性，並修正郵件附件與文字重疊、Live Photo功能無故關閉、相機螢幕在錄影時變黑、部分使用者無法登入尋找我的iPhone服務、鎖定螢幕無法顯示通知、無法關閉鬧鐘及郵件附件無法取用等問題。

#### 9.2.1
iOS 9.2.1於2016年1月19日發布。此更新修正了在使用MDM行動裝置管理伺服器時，可能導致無法完成應用程式安裝的問題，並修復重大系統漏洞「Cookie Theft」，此漏洞導致駭客可以透過未加密的Cookies竊取用戶資料。

#### 9.3
iOS 9.3於2016年3月21日發布。此更新改進了教育功能，並新增夜览模式，能自動依據時間調整色溫、減少藍光，維持用戶生理時鐘正常；內建應用程式也獲得更新：備忘錄應用程式新增Touch ID支援、密碼鎖定功能；新聞應用程式新增重大報導區域，更改報導中的文字大小使報導更易閱讀，並新增支援橫向模式；健康應用程式支援Apple Watch活動記錄，並可透過HealthKit取用活動記錄摘要；地圖及Apple Music中的Carplay套件獲得升級；照片應用程式支援從Live Photo中擷取靜態影像； iBooks現在支援Apple Pencil，可畫重點並儲存喜愛的段落以便之後觀看；支援播放以Dolby Digital Plus音訊串流編碼的影片等。此外，此更新還修補了一些漏洞。

#### 9.3.1
iOS 9.3.1於2016年3月31日發布。此更新修正了在Safari及其他應用程式中點選超連結時，應用程式變得無法回應的問題。

#### 9.3.2
iOS 9.3.2於2016年5月16日發布。此更新使用戶可無限期使用低耗電模式及Night Shift模式，並修正了部分藍牙配件與iPhone SE配對時產生的音質問題，卻使部分iPad Pro當機甚至變磚，蘋果因此緊急撤回更新，並在修復問題後重新發布。

#### 9.3.3
iOS 9.3.3於2016年7月18日發布。此更新修補了一些重大安全漏洞，蘋果並建議所有的使用者都應安裝。

#### 9.3.4
iOS 9.3.4於2016年8月4日發布。此更新修復了解決因記憶體損毀，導致應用程式可能以核心權限執行任意程式碼的問題，此問題同時也是越獄團隊盤古越獄使用的漏洞。

#### 9.3.5
iOS 9.3.5於2016年8月25日發布。此更新修復了三個重大安全性漏洞，包括監聽間諜軟體「天馬」使用的記憶體漏洞。

#### 9.3.6
iOS 9.3.6於2019年7月22日發布，主要修正安全漏洞和GPS的問題，此問題可能會影響GPS定位效能及導致系統時間錯誤。此更新僅提供給iPhone 4S及GSM版第一代iPad Mini、iPad 2和第三代iPad。

## 系統新增功能

### 使用者介面
在iOS 9中，蘋果分別以專為數位顯示器設計的San Francisco及蘋方體取代Helvetica Neue及華文黑體成為系統預設英文及中文字體，更清晰易讀。
在iOS 9中，為通知中心新增了顯示已連接藍牙配件及電池電量的小工具。
與之前不同，在iOS 9中鍵盤預設為小寫字母，而當按下Shift鍵時，鍵盤上的小寫字母才會變更為大寫。

### 安裝
iOS 9安裝檔案大小較iOS 8減少了3倍以上。另外若有需要，iOS 9還可以在安裝過程中移除部分應用程式以取得足夠的暫存空間，並在安裝完畢後自動回復。

### 效能
iOS 9將原本只應用於遊戲中的Metal圖形技術擴展至系統中，更有效率地使用CPU和GPU，提供更流暢的動畫以及更出色的效能。

### 多工處理
iOS 9為iPad新增了許多多工處理功能，包括Slide Over、Split View和子母畫面等。Slide Over功能使用戶不必離開正在使用的應用程式，就能開啟第二個應用程式。第二個應用程式會出現於螢幕右側，約占螢幕大小的1/3；當開啟第二個應用程式時，原本的應用程式會暫停運作。用戶可快速搜尋網頁、回覆文字訊息，或在備忘錄中記下事項，然後滑動移開第二個應用程式，繼續原本的工作。
若將第二個應用程式繼續向右拉時，即會啟用Split View功能，進一步同時開啟和運作兩個應用程式。兩個應用程式將各佔螢幕大小的一半。用戶還可繼續調整應用程式所占面積，藉此重新進入Slide Over介面，甚至是關閉第一個應用程式、完全開啟第二個應用程式。
在使用FaceTime視訊或播放影片時，按下主畫面按鈕將啟用子母畫面功能，影像會縮小至螢幕右下角持續播放。用戶可以同時進行其它工作。
當用戶透過應用程式內連結前往另一個應用程式時，通知列左上角會出現返回上一應用程式的捷徑，點選即可回到原本的應用程式。

### 電池
iOS 9新增了低耗電模式，當裝置電量低於20%時將自動啟用，藉由關閉背景應用程式及定位服務等耗電來源以增加續航力，至裝置電量超過80%時自動關閉。在iOS 9.3.2更新後，用戶也可以手動啟用模式。
另外，部分iPhone現在可以透過感應環境光線和與桌面距離，決定收到通知時螢幕是否需要開啟。

### 3D Touch
iOS 9為iPhone 6s及iPhone 6s Plus引進了3D Touch觸控技術，此技術與用於部分Macbook之觸控板上的Force Touch技術相似。當用戶點選應用程式圖示、功能及內容時，裝置可根據用戶按壓螢幕的力道大小，決定應處理的動作。輕壓應用程式圖示時，將顯示快捷選項；透過Peek和Pop功能，部分應用程式還會提供細節預覽，若力道再加大，則會直接進入功能或開啟內容。根據用戶按壓螢幕的力道大小，觸覺回饋也會有所變化。

### Night Shift
在iOS 9.3更新中，首次引進Night Shift顯示模式。此模式與知名電腦軟體F.lux功能相似，能偵測時間及地理位置，自動調整色溫、減少藍光，維持用戶生理時鐘正常；在iOS 9.3.2更新後，用戶也可以手動啟用模式，並在設定內調整細部色溫。由於硬體機能因素，Night Shift模式只支援搭載蘋果A7以上CPU的裝置。
在2017年11月初的iOS 11簡體中文版更新中，蘋果將部分功能名稱進行了在地化，其中將Night Shift模式名稱更改為「夜覽」模式。

### 機器學習
機器學習機能是iOS 9一大發展重點之一。蘋果智能語音助理Siri與Spotlight進階搜尋整合，提供更準確的搜尋結果；在部分搜尋回答中，Siri還會以小工具形式呈現資訊，如天氣、運動賽事、即時新聞等。裝置現在會依據時間及所在地，自動提供相關應用程式及功能。
機器學習機能也擴展至內建應用程式中。例如，郵件應用程式現在會將郵件內文中行程相關部分列入行事曆中，在撰寫訊息時也會在對象名單中列入郵件收件人；同時，Siri也會根據開啟時所在的應用程式提供相關內容。

### 隱私
iOS 9對隱私權方面做出許多改進：裝置預設密碼由4位數改為6位數，並新增支援雙重驗證。

### 設定
iOS 9為設定應用程式新增搜尋欄，簡化設定過程；通知現在可以依照應用程式分類；用戶還可以搖晃裝置以還原操作。

### 其它新增功能
iOS 9為iPad新增了簡易文字選取功能，只要在包括鍵盤的螢幕上任一處移動兩根手指，即可控制游標選取、編輯及移動文字等。此功能也被引入至iPhone 6s及iPhone 6s Plus，不過啟用方式變更為使用3D Touch重壓鍵盤。
另外，iPad上的主畫面資料夾單頁容納應用程式個數自9個增加為16個，使資料夾能容納的最大應用程式數量增為240個。
iOS 9引進Wi-Fi輔助切換功能，當Wi-Fi訊號不佳時會自動切換為行動數據。

## 應用程式新增功能

### 健康
iOS 9為健康應用程式引進橫向模式，並新增支援「生殖健康」、「水分攝取量」、「紫外線曝光量」及「久坐不動時間」等數據子選項。
在iOS 9.3更新中，健康應用程式新增了對蘋果智能手錶Apple Watch的支援。

### 訊息
現在用戶可以搜尋並標記訊息內文。

### 地圖
iOS 9為地圖加入了巴爾的摩、柏林、芝加哥、倫敦、洛杉磯、墨西哥城、紐約、巴黎、費城、舊金山、上海、多倫多及華盛頓等城市的大眾運輸路線資料。
地圖現在還會自動提供附近餐廳、購物中心及觀光景點的資訊。

### 備忘錄
在iOS 9中，備忘錄應用程式獲得全面升級，新增支援手繪草圖、超連結、內嵌地圖及相片、清單標示等功能，並可與iCloud同步備忘錄。
在iOS 9.3更新中，新增Touch ID支援及密碼鎖定功能。

### 照片
在iOS 9中，為照片應用程式新增了「螢幕截圖」及「自拍」相簿；用戶現在可以透過拖移手指一次選擇多張照片，不必再一一選取；引進隱藏照片選項，隱藏照片將移至「隱藏照片」相簿；在播放影片時，用戶可以直接使用手指縮放顯示比例。

### iBooks
在iOS 9.3更新中，iBooks可以將PDF文件同步至iCloud。

### iCloud
在iOS 9中，於主畫面新增iCloud圖示，命名為iCloud Drive，將iCloud儲存的內容整合其中。

### Wallet
iOS 9將原本的Passbook應用程式改名為Wallet，並新增商店會員卡、借記卡及禮物卡支援。

### Safari
在iOS 9中，Safari新增支援第三方廣告阻擋服務，同時改進閱讀器介面，引入字型及背景顏色調整功能。

### News
iOS 9新增了News應用程式，整合各大數位媒體報導，並藉由類似Flipboard的資訊卡方式呈現。News也支援Safari的RSS追蹤功能。
2016年，蘋果將小型新聞媒體（如部落格）也整合進News應用程式中。

## 問題

### 「錯誤53」裝置磚化問題
2016年2月，大批經第三方維修商更換過零件（尤其是用於Touch ID的指紋辨識器）的裝置，在升級至iOS 9後竟當機磚化。此問題被稱為「錯誤53」。根據第三方維修團隊iFixit表示，「錯誤53」僅會出現於iPhone 6及iPhone 6 Plus上。蘋果公司隨後發布官方聲明表示：「當裝置未通過安全測試時，就會出現錯誤53。此測試的目的，是在裝置出廠前檢查Touch ID是否運作正常，其用意不是要影響客戶。」，並在iOS 9.2.1更新中修正了此問題，不過仍引發部分用戶不滿。

### 日期設定異常問題
2016年2月，一個重大漏洞被發現，由於裝置處理UNIX時間不當，只要用戶手動將裝置日期設置為1970年5月前，即會導致崩潰。此問題僅發生於搭載64位元處理器，即蘋果A7以上處理器的裝置。蘋果在隨後的iOS 9.3更新中，將時間禁止調整到2000年以前，解決此問題。

### iPad Pro磚化問題
iOS 9.3.2更新發布後，部分用戶回報其iPad Pro無故當機甚至變磚，並在iTunes應用程式中顯示「錯誤56」。蘋果因此緊急撤回更新，並在修復問題後重新發布。

### 間諜軟體問題
在iOS 9.3.5更新發布前，有資安人員回報系統重大安全性漏洞，表示若裝置開啟特定連結，將導致裝置被不正常越獄，並安裝間諜軟體「天馬」。此消息被大批媒體轉載，甚至被稱為「史上最嚴重的資安攻擊」。蘋果緊急修復問題，並隨iOS 9.3.5更新發布。

## 支援裝置
iOS 9能運行於所有搭載iOS 8的裝置上，是自iPhone OS 3以來第一個支援所有搭載前代作業系統裝置的iOS版本。不過，部分功能並非適用於所有裝置。

| - iPhone 4s （此iOS版本為最後一個支援此裝置的版本） - iPhone 5 - iPhone 5c - iPhone 5s - iPhone 6 - iPhone 6 Plus - iPhone 6s - iPhone 6s Plus - iPhone SE | - iPod touch (第五代) （此iOS版本為最後一個支援此裝置的版本） - iPod touch (第六代) | - iPad 2 （此iOS版本為最後一個支援此裝置的版本） - iPad (第三代) （此iOS版本為最後一個支援此裝置的版本） - iPad (第四代) - iPad Air (第一代) - iPad Air 2 - iPad mini (第一代) （此iOS版本為最後一個支援此裝置的版本） - iPad mini 2 - iPad mini 3 - iPad mini 4 - iPad Pro (第一代) |  |

## 外部連結
- 官方网站（繁體中文）